# Future sounds
Future sounds is een ep van Karda Estra. Het verscheen op het platenlabel No Image van de muziekgroep zelf. Ook de geluidsstudio The Twenty First is van Karda Estra, zijnde Richard Wileman. Sears nam zijn gedeelte op in zijn eigen geluidsstudio. Er werden 50 stuks cd-r aangemaakt. In 2016 werd de gehele ep meegeperst op een officiële compact disc Time and stars (samen met The seas and the stars).
De ep werd voorafgegaan door de downloadrelease van Yondo, een track gebaseerd op The Abominations of Yondo (De verschrikkingen van Yondo), een fantasyverhaal van Clark Ashton Smith.

## Musici
- Richard Wileman – alle muziekinstrumenten behalve
- Ileesha Wileman – zang (2)
- Amy Fry – klarinet (2, 5)
- Paul Sears – slagwerk (3)

## Muziek
| Nr. | Titel                    | Duur |
| --- | ------------------------ | ---- |
| 1.  | September song (Wileman) | 2:05 |
| 2.  | Season’s greet (Wileman) | 3:55 |
| 3.  | Niall (Wileman, Sears)   | 5:09 |
| 4.  | Young crescent (Wileman) | 5;52 |
| 5.  | Yondo (Wileman)          | 5:20 |
| 6.  | Future sounds (Wileman)  | 3:10 |